# Резников, Лазарь Осипович
Лазарь Осипович Резников (8 декабря 1905, Кишинёв, Бессарабская губерния — 29 сентября 1970, Ленинград) — советский философ
, семиотик, доктор философских наук (1948), профессор (1948), заведующий кафедрой философии Ростовского государственного университета (1938—1949). Один из пионеров исследований в области семиотики в России.

## Биография
Родился 25 ноября (по старому стилю) 1905 года в Кишинёве в ремесленной еврейской семье. В 1929 году окончил социально-экономическое отделение педагогического факультета Донского университета в Ростове-на-Дону, был оставлен доцентом кафедры диалектического материализма этого университета. В 1933—1936 годах — в аспирантуре при Московском институте философии, литературы и истории, затем преподавал в Одессе. После защиты диссертации кандидата философских наук по теме «Марксистско-ленинская теория отражения и критика физиологического идеализма» в 1937 году был назначен заведующим кафедрой философии Ростовского университета. В 1948 году защитил диссертацию доктора философских наук по теме «Проблемы образования общих понятий» и получил звание профессора.
Арестован в ходе кампании по борьбе с космополитизмом в 1949 году, исключён из партии «за антипартийную, чуждую интересам большевистской партии и советского народа деятельность, выразившуюся в пропаганде в своих работах идеологии буржуазного космополитизма, контрреволюционного троцкизма и правого оппортунизма». В 1950 году осуждён на 10 лет исправительно-трудовых лагерей (в 1954 году освобождён и реабилитирован, в восстановлении на прежней работе отказано).
С сентября 1955 года — профессор кафедры философии Ленинградского государственного университета.
Основные научные труды в области теории познания, общей теории отражения, семиотики и семантики (знаковой теории языка), логики и истории логики. Монография «Гносеологические вопросы семиотики» (1964) была переведена на ряд иностранных языков. Среди учеников — А. Г. Здравомыслов.
Похоронен Комаровском кладбище.

## Семья
Жена — Алита Михайловна Резникова (урождённая Ширман), сестра рано погибшей поэтессы Елены Ширман. Сын — филолог-русист Дмитрий Резников (род. 1931).

## Монографии
- Понятие и слово. Л.: Ленинградский государственный университетт имени А. А. Жданова, 1958.
- Poje̦cie i słowo. Warszawa: Państwowe Wydawnictwo Naukowe, 1960.
- Гносеологические вопросы семиотики. Л.: Ленинградский государственный университетт имени А. А. Жданова, 1964. — 302 с.
- Semiotica e marxismo. I problemi gnoseologici della semiotica. Milano: Bompiani, 1967.
- Erkenntnistheoretische Fragen der Semiotik. Berlin: Deutscher Verlag der Wissenschaften, 1968.
- Вопросы теории познания и методологии научного исследования (редактор). ЛГУ, 1969. — 122 с.
- Вопросы гносеологии, логики и методологии научного исследования (редактор). ЛГУ, 1970.
- Semiótica y teoría del conocimiento. Madrid: Alberto Corazón, 1970.
- Zeichen, Sprache, Abbild. Frankfurt-am-Main: Syndikat, 1977.